# Herrenvolk
«Herrenvolk» (с нем.  — «Раса господ») — 1-й эпизод 4-го сезона сериала «Секретные материалы». Премьера состоялась 4 октября 1996 года на телеканале FOX. Эпизод позволяет более подробно раскрыть так называемую «мифологию сериала», заданную в пилотной серии Режиссёр — Роберт Гудвин, автор сценария — Крис Картер, приглашённые звёзды — Рой Тиннес, Брайан Томпсон, Лори Холден.
В США серия получила рейтинг домохозяйств Нильсена, равный 13,2, который означает, что в день выхода серию посмотрели 21,11 миллиона человек.
Главные герои серии — Фокс Малдер (Дэвид Духовны) и Дана Скалли (Джиллиан Андерсон), агенты ФБР, расследующие сложно поддающиеся научному объяснению преступления, называемые «Секретными материалами».

## Сюжет
В данном эпизоде, являющемся продолжением эпизода «Talitha cumi», Малдер и Смит убегают от Инопланетного охотника, пытаясь вместе исцелить Тину Малдер. Однако Смит везет Малдера в провинцию Альберта Канады, где якобы находится Саманта, сестра Малдера. Прибыв в пчеловодческое хозяйство, они видят множество одинаковых мальчиков и девочек, точь-в-точь похожих на Саманту времени её похищения. Смит с грустью говорит о том, что это — клоны-рабы, гибриды инопланетян и человека, а пчёлы — будущее средство переноса веществ, подавляющих волю человека и превращающих его в раба инопланетян, во время будущей колонизации.